# Hunstrup-Østerild Kommune
Hunstrup-Østerild Kommune var en kommune i Hillerslev Herred i Thisted Amt.

## Administrativ historik
Kommunen blev dannet ved lov i 1842 og blev i 1923 delt i Hunstrup og Østerild.